# Jeff Kealty
Jeff Kealty (né le 9 avril 1976 à Newton, Massachusetts, aux États-Unis) est un joueur professionnel américain de hockey sur glace.

## Carrière de joueur
Choix du 1er tour des Nordiques de Québec de la Ligue nationale de hockey, il joua quatre saisons avec les Terriers de Boston. Par la suite, il ne joua qu'une saison complète en tant que joueur professionnel. Il joua alors pour les Admirals de Milwaukee de la LIH.

## Statistiques
Pour les significations des abréviations, voir Statistiques du hockey sur glace.
| Saison    | Équipe                | Ligue |    | Saison régulière | Saison régulière | Saison régulière | Saison régulière | Saison régulière |   | Séries éliminatoires | Séries éliminatoires | Séries éliminatoires | Séries éliminatoires | Séries éliminatoires |
| Saison    | Équipe                | Ligue | PJ | B                | A                | Pts              | Pun              | PJ               | B | A                    | Pts                  | Pun                  |                      |                      |
| 1994-1995 | Terriers de Boston    | NCAA  | 25 | 0                | 5                | 5                | 29               |                  |   |                      |                      |                      |                      |                      |
| 1995-1996 | Terriers de Boston    | NCAA  | 34 | 4                | 15               | 19               | 38               |                  |   |                      |                      |                      |                      |                      |
| 1996-1997 | Terriers de Boston    | NCAA  | 40 | 4                | 9                | 13               | 42               |                  |   |                      |                      |                      |                      |                      |
| 1997-1998 | Terriers de Boston    | NCAA  | 38 | 11               | 15               | 26               | 53               |                  |   |                      |                      |                      |                      |                      |
| 1998-1999 | Admirals de Milwaukee | LIH   | 70 | 8                | 14               | 22               | 134              | 2                | 0 | 1                    | 1                    | 4                    |                      |                      |
| 1999-2000 | Admirals de Milwaukee | LIH   | 1  | 0                | 0                | 0                | 2                |                  |   |                      |                      |                      |                      |                      |